# Formeln zur Erzeugung pythagoreischer Tripel
Neben der Formel von Euklid wurden viele andere Formeln zur Erzeugung pythagoreischer Tripel entwickelt.

## Die Formeln von Euklid, Pythagoras und Platon
Die Formeln von Euklid, Pythagoras und Platon zur Berechnung von Tripeln wurden hier beschrieben:

## Pythagoreische Tripel unter Verwendung von Matrizen und linearen Transformationen
Die folgenden Methoden erscheinen in verschiedenen Quellen - oft ohne Angabe ihrer Herkunft.

## Fibonaccis Methode
Fibonacci (ca. 1170–1240) beschrieb diese Methode zur Erzeugung primitiver Tripel unter Verwendung der Folge aufeinanderfolgender ungerader ganzer Zahlen {\displaystyle 1,3,5,7,9,11,\ldots } und der Tatsache, dass die Summe der ersten {\displaystyle n} Glieder dieser Folge {\displaystyle n^{2}} ist. Wenn {\displaystyle k} das {\displaystyle n}-te Folgenglied ist, dann ist {\displaystyle n=(k+1)/2}.
Man wähle eine beliebige ungerade Quadratzahl {\displaystyle k} aus dieser Folge ({\displaystyle k=a^{2}}) und es sei dieses Quadrat das {\displaystyle n}-te Folgenglied. Sei außerdem {\displaystyle b^{2}} die Summe der vorherigen {\displaystyle n-1} Folgenglieder und sei {\displaystyle c^{2}} die Summe aller {\displaystyle n} Folgenglieder. Dann stellen wir fest, dass {\displaystyle a^{2}+b^{2}=c^{2}} ist, und wir haben das primitive Tripel (a, b, c) erzeugt. Diese Methode erzeugt unendlich viele primitive Tripel, aber nicht alle.
BEISPIEL: Wir wählen {\displaystyle k=9=3^{2}=a^{2}}. Diese ungerade quadratische Zahl ist das fünfte Glied der Folge, weil {\displaystyle 5=n=(a^{2}+1)/2}. Die Summe der vorherigen 4 Folgenglieder ist {\displaystyle b^{2}=4^{2}} und die Summe aller {\displaystyle n=5} Glieder ist {\displaystyle c^{2}=5^{2}}. Das gibt uns {\displaystyle a^{2}+b^{2}=c^{2}} und damit das primitive Tripel (a, b, c) = (3, 4, 5).

## Folgen von ganzen und gebrochenen Zahlen - gemischte Brüche
Der deutsche Mathematiker und Theologe Michael Stifel veröffentlichte 1544 die folgende Methode.
Man betrachte folgende Folge gemischter Brüche:
{\displaystyle 1{\tfrac {1}{3}},{\text{ }}2{\tfrac {2}{5}},{\text{ }}3{\tfrac {3}{7}},{\text{ }}4{\tfrac {4}{9}},\ldots }
Die Eigenschaften dieser Folge sind:
- die ganzzahligen Teile der Brüche sind die natürlichen Zahlen;
- die Zähler der gebrochenen Teile sind auch die natürlichen Zahlen;
- die Nenner sind die ungeraden Zahlen, beginnend mit 3.

Um ein pythagoreisches Tripel zu berechnen, wählt man ein beliebiges Folgenglied aus und wandelt es in einen unechten Bruch um. Nehmen Sie zum Beispiel den Term {\displaystyle 3{\tfrac {3}{7}}}. Der unechte Bruch ist {\displaystyle {\tfrac {24}{7}}}. Die Zahlen 7 und 24 sind die Seiten {\displaystyle a} und {\displaystyle b} eines rechtwinkligen Dreiecks, und die Hypotenuse ist um eins größer als die größte Seite. Zum Beispiel:
{\displaystyle 1{\tfrac {1}{3}}{\text{ }}\xrightarrow {\text{ergibt}} {\text{ }}[3,4,5],{\text{    2}}{\tfrac {2}{5}}{\text{ }}\xrightarrow {\text{ergibt}} {\text{ }}[5,12,13],{\text{    3}}{\tfrac {3}{7}}{\text{ }}\xrightarrow {\text{ergibt}} {\text{ }}[7,24,25],{\text{    4}}{\tfrac {4}{9}}{\text{ }}\xrightarrow {\text{ergibt}} {\text{ }}[9,40,41],{\text{ }}\ldots }
Jacques Ozanam veröffentlichte 1694 Stifels Folge erneut und fügte eine ähnliche Folge {\displaystyle 1{\tfrac {7}{8}},{\text{ }}2{\tfrac {11}{12}},{\text{ }}3{\tfrac {15}{16}},{\text{ }}4{\tfrac {19}{20}},\ldots } hinzu, deren Terme von {\displaystyle n+{\tfrac {4n+3}{4n+4}}} abgeleitet sind. Um aus dieser Folge ein Tripel zu erzeugen, wählt man wie zuvor ein beliebiges Folgenglied aus und wandelt es in einen unechten Bruch um. Der Zähler und der Nenner sind die Seiten {\displaystyle a} und {\displaystyle b} eines rechtwinkligen Dreiecks. In diesem Fall ist die Hypotenuse der erzeugten Tripel um 2 größer als die größere Seite. Zum Beispiel:
{\displaystyle 1{\tfrac {7}{8}}\xrightarrow {\text{ergibt}} [15,8,17],2{\tfrac {11}{12}}\xrightarrow {\text{ergibt}} [35,12,37],3{\tfrac {15}{16}}\xrightarrow {\text{ergibt}} [63,16,65],4{\tfrac {19}{20}}\xrightarrow {\text{ergibt}} [99,20,101],\ldots }
Zusammen erzeugen die Stifel- und Ozanam-Folgen alle primitiven Tripel der Plato- und Pythagoras-Familien. Die Fermat-Familie muss auf andere Weise gefunden werden.
Mit {\displaystyle a} als kürzerer und {\displaystyle b} als längerer Kathete des Dreiecks gilt:
{\displaystyle {\text{Plato: }}c-b=2,\quad \quad {\text{Pythagoras: }}c-b=1,\quad \quad {\text{Fermat: }}\left|a-b\right|=1}

## Dicksons Methode
Leonard E. Dickson (1920) schreibt sich die folgende Methode zur Erzeugung pythagoreischer Tripel zu: Um ganzzahlige Lösungen für {\displaystyle x^{2}+y^{2}=z^{2}} zu finden, sucht man positive ganze Zahlen {\displaystyle r}, {\displaystyle s} und {\displaystyle t}, so dass {\displaystyle r^{2}=2st} ein perfektes Quadrat ist. Dann ist
{\displaystyle x=r+s\,,\,y=r+t\,,\,z=r+s+t.}
Daraus sehen wir, dass {\displaystyle r} eine beliebige gerade ganze Zahl ist und dass {\displaystyle s} und {\displaystyle t} Faktoren von {\displaystyle {\tfrac {r^{2}}{2}}} sind. Alle pythagoreischen Tripel können mit dieser Methode gefunden werden. Wenn {\displaystyle s} und {\displaystyle t} teilerfremd sind, ist das Tripel primitiv. Ein einfacher Beweis für Dicksons Methode wurde von Josef Rukavicka (2013) vorgelegt.
Beispiel: Wählt man {\displaystyle r=6}, dann ist {\displaystyle {\tfrac {r^{2}}{2}}=18}. Die drei Faktorpaare von 18 sind: (1, 18), (2, 9) und (3, 6). Alle drei Faktorpaare ergeben unter Verwendung der obigen Gleichungen pythagoreische Tripel.
{\displaystyle s=1,t=18} erzeugt das Tripel (7, 24, 25), da {\displaystyle x=6+1=7}, {\displaystyle y=6+18=24} und {\displaystyle z=6+1+18=25}.
{\displaystyle s=2,t=9} erzeugt das Tripel (8, 15, 17), da {\displaystyle x=6+2=8}, {\displaystyle y=6+9=15}, {\displaystyle z=6+2+9=17}.
{\displaystyle s=3,t=6} erzeugt das Tripel (9, 12, 15), da {\displaystyle x=6+3=9}, {\displaystyle y=6+6=12}, {\displaystyle z=6+3+6=15}. (Da {\displaystyle s} und {\displaystyle t} nicht teilerfremd sind, ist dieses Tripel nicht primitiv.)

## Verallgemeinerte Fibonacci-Folge

### Methode I
Für Fibonacci-Zahlen, die mit {\displaystyle F_{1}=0} und {\displaystyle F_{2}=1} starten und bei denen jede nachfolgende Fibonacci-Zahl die Summe der beiden vorhergehenden ist, kann man eine Folge von pythagoreischen Tripeln erzeugen, indem man mit {\displaystyle (a_{3},b_{3},c_{3})=(4,3,5)} beginnt, und mittels
{\displaystyle (a_{n},b_{n},c_{n})=(a_{n-1}+b_{n-1}+c_{n-1},\,F_{2n-1}-b_{n-1},\,F_{2n})}
für {\displaystyle n\geq 4} berechnet.

### Methode II
Ein pythagoreisches Tripel kann unter Verwendung von zwei beliebigen positiven ganzen Zahlen durch das folgende Verfahren unter Verwendung verallgemeinerter Fibonacci-Folgen erzeugt werden.
Für anfängliche positive ganze Zahlen hn und hn+1, mit hn + hn+1 = hn+2 und hn+1 + hn+2 = hn+3 gilt:
{\displaystyle (2h_{n+1}h_{n+2},h_{n}h_{n+3},2h_{n+1}h_{n+2}+h_{n}^{2})}
ist ein pythagoreisches Tripel.

### Methode III
Das Folgende ist ein Matrix-basierter Ansatz zur Erzeugung primitiver Tripel mit verallgemeinerten Fibonacci-Folgen. Man beginnt mit einem 2 × 2-Array und fügt zwei positive teilerfremde ganze Zahlen (q, q') in die obere Zeile ein. Man platziert die gerade Zahl (falls vorhanden) in die linke Spalte.
{\displaystyle \left[{\begin{array}{*{20}c}q&{q'}\\\bullet &\bullet \end{array}}\right]}
Nun verwendet man die folgende Fibonacci-Regel an, um die Einträge der unteren Zeile zu erhalten:
{\displaystyle {\begin{array}{*{20}c}q'+q=p\\q+p=p'\end{array}}\to \left[{\begin{array}{*{20}c}q&q'\\p&p'\end{array}}\right]}
Eine solche Matrix kann als „Fibonacci-Box“ bezeichnet werden. Beachten Sie, dass q', q, p, p'  eine verallgemeinerte Fibonacci-Folge ist. Wenn wir Spalten-, Zeilen- und Diagonalprodukte bilden, erhalten wir die Seiten des Dreiecks (a, b, c), seine Fläche A und seinen Umfang P, sowie die Radien ri seines Inkreises und seiner drei Ankreise wie folgt:
{\displaystyle {\begin{array}{l}a=2qp\\b=q'p'\\c=pp'-qq'=qp'+q'p\\\\{\text{Radien}}\to (r_{1}=qq',r_{2}=qp',r_{3}=q'p,r_{4}=pp')\\A=qq'pp'\\P=r_{1}+r_{2}+r_{3}+r_{4}\end{array}}}
Der jeweilige Tangens der halben spitzen Winkel ist q/p bzw. q'/p'.
BEISPIEL:
Verwendet man die teilerfremden Zahlen 9 und 2.
{\displaystyle \left[{\begin{array}{*{20}c}2&9\\\bullet &\bullet \end{array}}\right]\to \left[{\begin{array}{*{20}c}2&9\\11&13\end{array}}\right]}
Die Spalten-, Zeilen- und Diagonalprodukte sind: (Spalten: 22 und 117), (Zeilen: 18 und 143), (Diagonalen: 26 und 99), also
{\displaystyle {\begin{array}{l}a=2(22)=44\\b=117\\c=(143-18)=(26+99)=125\\\\{\text{Radien}}\to (r_{1}=18,\quad r_{2}=26,\quad r_{3}=99,\quad r_{4}=143)\\A=18(143)=2574\\P=(18+26+99+143)=286\end{array}}}
Der jeweilige Tangens der halben spitzen Winkel ist 2/11 bzw. 9/13. Es ist zu beachten, dass dieses Verfahren zu einem nicht-primitiven Tripel führt, wenn die gewählten ganzen Zahlen q, q' einen gemeinsamen Teiler >1 haben.

#### Pythagoreische Tripel und der Satz von Descartes
Diese Methode zur Erzeugung primitiver pythagoreischer Tripel liefert auch ganzzahlige Lösungen für den Satz von Descartes,
{\displaystyle \left(k_{1}+k_{2}+k_{3}+k_{4}\right)^{2}=2\left(k_{1}^{2}+k_{2}^{2}+k_{3}^{2}+k_{4}^{2}\right),}
wobei die ganzzahlige Krümmung ki erhalten wird, indem der Kehrwert jedes Radius mit der Fläche A multipliziert wird. Das Ergebnis ist k1 = pp',  k2 = qp', k3 = q'p,  k4 = qq'. Hier wird angenommen, dass der größte Kreis eine negative Krümmung in Bezug auf die anderen drei aufweist. Der größte Kreis (Krümmung k4) kann auch durch einen kleineren Kreis mit positiver Krümmung ersetzt werden (k0 = 4pp' − qq' ).
BEISPIEL:
Unter Verwendung der Fläche und der vier Radien, die oben für das primitive Tripel (44, 117, 125) berechnet wurden, erhalten wir die folgenden ganzzahligen Lösungen für den Satz von Descartes: k1 = 143, k2 = 99, k3 = 26, k4 = (−18), und k0 = 554.

#### Ein ternärer Baum: Generieren aller primitiven pythagoreischen Tripel
Jedes primitive pythagoreische Tripel entspricht eindeutig einer Fibonacci-Box. Umgekehrt entspricht jede Fibonacci-Box genau einem primitiven pythagoreischen Tripel. In diesem Abschnitt verwenden wir die Fibonacci-Box anstelle des primitiven Tripels, das sie darstellt. Ein unendlicher ternärer Baum, der alle primitiven pythagoreischen Tripel / Fibonacci-Boxen enthält, kann wie folgt konstruiert werden:
Betrachtet man eine Fibonacci-Box, die in der rechten Spalte zwei ungerade teilerfremde ganze Zahlen x und y enthält.
{\displaystyle \left[{\begin{array}{*{20}{c}}\bullet &x\\\bullet &y\end{array}}\right]}
Man könnte diese Zahlen x und y auch wie folgt platzieren:
{\displaystyle \left[{\begin{array}{*{20}{c}}\bullet &x\\y&\bullet \end{array}}\right],\left[{\begin{array}{*{20}{c}}x&y\\\bullet &\bullet \end{array}}\right],\left[{\begin{array}{*{20}{c}}y&x\\\bullet &\bullet \end{array}}\right]}
Daraus resultieren drei weitere gültige Fibonacci-Boxen mit x und y. Wir können uns die erste Box als den „Elternteil“ der nächsten drei vorstellen. Wenn zum Beispiel x = 1 und y = 3 ist und wir die Fibonacci-Regel vom Anfang des Abschnitts „Methode III“ verwenden, haben wir:
{\displaystyle \left[{\begin{array}{*{20}{c}}1&1\\2&3\end{array}}\right]\leftarrow {\text{Elternteil}}}
{\displaystyle \left[{\begin{array}{*{20}{c}}2&1\\3&5\end{array}}\right],\left[{\begin{array}{*{20}{c}}1&3\\4&5\end{array}}\right],\left[{\begin{array}{*{20}{c}}3&1\\4&7\end{array}}\right]\leftarrow {\text{Kinder}}}
Darüber hinaus ist jedes „Kind“ selbst der Elternteil von drei weiteren Kindern, die nach dem gleichen Verfahren erhalten werden können. Die Fortsetzung dieses Prozesses an jedem Knoten führt zu einem unendlichen ternären Baum, der alle möglichen Fibonacci-Boxen enthält – oder äquivalent zu einem ternären Baum, der alle möglichen primitiven Tripel enthält. (Der hier gezeigte Baum unterscheidet sich von dem von Berggren 1934 beschriebenen klassischen Baum und hat viele verschiedene zahlentheoretische Eigenschaften.) Vergleiche: „Klassischer Baum“ und auch Baumstruktur der primitiven pythagoreischen Tripel.

## Generieren von Tripeln mit quadratischen Gleichungen
Es gibt verschiedene Methoden zum Definieren quadratischer Gleichungen zur Berechnung der Katheten eines pythagoreischen Tripels. Eine einfache Methode besteht darin, die Standard-Euklid-Gleichung zu modifizieren, indem zu jedem Paar u und v eine Variable x addiert wird. Das Paar (u, v) wird als Konstante behandelt, während der Wert von x variiert, um eine Folge von Tripeln basierend auf dem ausgewählten Tripel zu erzeugen. Ein beliebiger Faktor kann vor den Wert x in der Formel für u oder v gesetzt werden, wodurch die resultierenden Paare (u1, v1) aus der Gleichung systematisch durch die Tripel springen. Betrachten Sie zum Beispiel das Tripel (20, 21, 29), das aus den Euklid-Gleichungen mit einem Wert von u = 5 und v = 2 berechnet werden kann. Nimmt man noch den Koeffizienten 4 willkürlich vor dem x im Term für u:
Sei {\displaystyle u_{1}=(4x+u)} und {\displaystyle v_{1}=(x+v)} und setzt man dies in die Euklid-Gleichung ein
{\displaystyle {\begin{aligned}{\text{Seite }}a&=2u_{1}v_{1}&&=2(4x+5){\text{ }}(x+2)&&=8x^{2}+26x+20\\{\text{Seite }}b&=u_{1}^{2}-v_{1}^{2}&&=(4x+5)^{2}-(x+2)^{2}&&=15x^{2}+36x+21\\{\text{Seite }}c&=u_{1}^{2}+v_{1}^{2}&&=(4x+5)^{2}+(x+2)^{2}&&=17x^{2}+44x+29\end{aligned}}}
Man beachte, dass das ursprüngliche Tripel jeweils den konstanten Term in den quadratischen Gleichungen bildet. Unten finden Sie eine Beispielausgabe dieser Gleichungen. Beachten Sie, dass diese Gleichungen dazu führen, dass der u-Wert in den Euklid-Gleichungen in Schritten von 4 erhöht wird, während der v-Wert um 1 erhöht wird.
| x | Seite a | Seite b | Seite c | u  | v |
| - | ------- | ------- | ------- | -- | - |
| 0 | 20      | 21      | 29      | 5  | 2 |
| 1 | 54      | 72      | 90      | 9  | 3 |
| 2 | 104     | 153     | 185     | 13 | 4 |
| 3 | 170     | 264     | 314     | 17 | 5 |
| 4 | 252     | 405     | 477     | 21 | 6 |

## Fläche proportional zu Quadratsummen
Alle primitiven Tripel mit {\displaystyle b+1=c} und a ungerade können wie folgt erzeugt werden:
| Pythagoreisches Tripel                                                     | halber Umfang             | Fläche                                                                                      | Inkreis-Radius                                 | Umkreis-Radius                   |
| -------------------------------------------------------------------------- | ------------------------- | ------------------------------------------------------------------------------------------- | ---------------------------------------------- | -------------------------------- |
| {\displaystyle \left(3,4,5\right)}                                         | 1 + 2 + 3                 | {\displaystyle 6\times (1^{2})}                                                             | 1                                              | {\displaystyle {\tfrac {5}{2}}}  |
| {\displaystyle \left(5,12,13\right)}                                       | 1 + 2 + 3 + 4 + 5         | {\displaystyle 6\times (1^{2}+2^{2})}                                                       | 2                                              | {\displaystyle {\tfrac {13}{2}}} |
| {\displaystyle \left(7,24,25\right)}                                       | 1 + 2 + 3 + 4 + 5 + 6 + 7 | {\displaystyle 6\times (1^{2}+2^{2}+3^{2})}                                                 | 3                                              | {\displaystyle {\tfrac {25}{2}}} |
| .......                                                                    | .......                   | .......                                                                                     | .......                                        | .......                          |
| {\displaystyle \left(a,{\tfrac {a^{2}-1}{2}},{\tfrac {a^{2}+1}{2}}\right)} | 1 + 2 + ... + a           | {\displaystyle 6\times \left[1^{2}+2^{2}+\cdots +\left({\tfrac {a-1}{2}}\right)^{2}\right]} | {\displaystyle \left({\tfrac {a-1}{2}}\right)} | {\displaystyle {\tfrac {c}{2}}}  |

## Satz über die Aufzählung von Höhenüberschüssen
Wade und Wade führten zuerst die Kategorisierung der pythagoreischen Tripel nach ihrer Höhe ein, definiert als c - b, und verbanden 3, 4, 5 mit 5, 12, 13 und 7, 24, 25 und so weiter.
McCullough und Wade haben diesen Ansatz erweitert, der alle pythagoreischen Tripel erzeugt, wenn {\displaystyle k>{\frac {h{\sqrt {2}}}{d}}}: Schreibt man eine positive ganze Zahl h als pq2 mit p quadratfrei und q positiv. Setze d = 2pq, wenn p ungerade ist bzw. d = pq wenn p gerade ist. Für alle Paare (h, k) positiver ganzer Zahlen sind die Tripel gegeben durch
{\displaystyle \left(h+dk,\ dk+{\frac {(dk)^{2}}{2h}},\ h+dk+{\frac {(dk)^{2}}{2h}}\right).}
Die primitiven Tripel entstehen dabei, wenn ggT(k, h) = 1 und h = q2 mit q ungerade oder h = 2q2.